# Klasyfikacje i koszulki w kolarstwie szosowym
Klasyfikacje i koszulki w kolarstwie szosowym – artykuł przedstawia klasyfikacje prowadzone w czasie wyścigów wieloetapowych w kolarstwie szosowym oraz niektóre z koszulek przyznawanych ich liderom oraz niektóre z koszulek mistrzowskich, funkcjonujące w kolarstwie szosowym.

## Klasyfikacje w czasie wyścigów wieloetapowych

### Główne klasyfikacje:
- Klasyfikacja generalna - zwycięża w niej kolarz, który osiągnął łącznie najniższy czas po zsumowaniu czasów z wszystkich etapów wyścigu (włącznie z bonifikatami czasowymi) i ukończył wyścig. Jest ona najbardziej prestiżową klasyfikacją, a jej zwycięzca jest uznawany za zwycięzcę całego wyścigu[1][2].

- Klasyfikacja punktowa - zwycięża w niej kolarz, który zdobył najwięcej punktów - punkty przyznawane są czołowym kolarzom na zakończenie etapów i na lotnych premiach, na podstawie zajętego przez nich miejsca, ilość punktów jest zróżnicowana w zależności od rodzaju etapu (najwięcej na etapach płaskich). Zazwyczaj wygrywają w niej sprinterzy, dlatego też jest nazywana klasyfikacją sprinterską[3][4].

- Klasyfikacja górska - zwycięża w niej kolarz, który zdobył najwięcej punktów na górskich premiach (te punkty nie wliczają się do klasyfikacji punktowej) - ilość punktów jest zależna od wzniesienia i stopnia jego trudności oraz miejsca zajętego na premii[5]. Najcięższe i najwyżej punktowane wzniesienia są nazywane mianem hors categorie[6]. Zobacz też: Lider klasyfikacji górskiej.

- Klasyfikacja młodzieżowa - zwycięża w niej kolarz, który zajął najwyższe miejsce w klasyfikacji generalnej i jest młodszy od danego limitu wieku (zazwyczaj jest to 26 lat)[7][8].

- Klasyfikacja drużynowa - zwycięża w niej drużyna, która osiągnie najniższy czas po zsumowaniu czasów jej trzech, najwyżej sklasyfikowanych na każdym etapie, zawodników[9][10]. Na Tour de France zawodnicy takiej drużyny są nagradzani żółtym numerem startowym[11].

### Klasyfikacje i nagrody poboczne, obecne jedynie na niektórych wyścigach:
- Nagroda dla najwaleczniejszego/najaktywniejszego kolarza - przyznawana przez jury lub publiczność nagroda dla najaktywniejszego, jadącego najbardziej agresywnie i najbardziej walecznego kolarza (jest to demonstrowane choćby przez uczestnictwo w ucieczkach) etapu lub całego wyścigu[12][13]. Na Tour de France zwycięzca takiej nagrody na danym etapie otrzymują na kolejnym etapie czerwony numer[14], zaś na Vuelcie żółty[15].

- Klasyfikacja najaktywniejszych/lotnych finiszy - zwycięża w niej kolarz, który zdobędzie najwięcej punktów przyznawanych na premiach lotnych - premiuje zwłaszcza uciekinierów. Obecna m.in. na Tour de Pologne (granatowa koszulka)[16], niegdyś również na Tour de France[17][18].

- Klasyfikacja kombinowana/na najwszechstronniejszego - zwycięża w niej kolarz najwszechstronniejszy, czyli sklasyfikowany wysoko w klasyfikacji generalnej, sprinterskiej i górskiej - poszczególne lokaty w każdej z tych trzech klasyfikacji równają się przyznawanym w klasyfikacji kombinowanej punktom (1 miejsce - 1 punkt, 2 miejsce - 2 punkty itd.) - zwycięża kolarz, który po zsumowaniu punktów z trzech klasyfikacji będzie miał ich najmniej (aby zostać sklasyfikowanym kolarz musi być również sklasyfikowany w klasyfikacji generalnej, sprinterskiej i górskiej)[19][20]. Dawniej przyznawana m.in. w czasie Giro d'Italia (niebieska koszulka)[21], Tour de France (wielokolorowa koszulka łącząca elementy koszulki żółtej, zielonej i białej w czerwone grochy)[22] czy Vuelta a España (do 2018, biała koszulka)[23].

- Klasyfikacja krajowa - zwycięża w niej kolarz, który zajął najwyższe miejsce w klasyfikacji generalnej i pochodzi z kraju-gospodarza (np. biało-niebiesko-czerwona koszulka dla najlepszego Słowaka w Okolo Slovenska[24][25], biała koszulka dla najlepszego Węgra w Tour de Hongrie[26], czarna koszulka w katalońską flagę przyznawana najlepszemu Katalończykowi po zakończeniu Volta a Catalunya[27], nagroda dla najlepszego Polaka przyzwana po zakończeniu wyścigu w Tour de Pologne[28]) lub kontynentu, na którym rozgrywany jest wyścig (np. Tour of Hainan i niebieska koszulka najlepszego Azjaty[29]). Wyjątkiem jest wyścig Tour of Szeklerland, w czasie którego funkcjonują dwie klasyfikacje krajowe - na najlepszego Węgra i najlepszego Rumuna[30].
- Koszulka zwycięzcy etapu - koszulka przyznawana zwycięzcy poprzedniego etapu wyścigu[19] lub jednego, wyróżnionego ze względów prestiżowych, etapu wyścigu (np. Tour de Beauce[31])

### Koszulki i klasyfikacje funkcjonujące tylko w jednym wyścigu:
- Klasyfikacja Intergiro - zwycięża w niej kolarz, który otrzymał najwięcej punktów. Punkty przyznawane są w punkcie Intergiro, zlokalizowanym równo w połowie każdego etapu - zdobywa je pierwszych ośmiu kolarzy w tym punkcie (podobnie jak w klasyfikacji punktowej). Niegdyś zamiast punktów mierzono czasy osiągane przez kolarzy w punkcie Intergiro i sumowano jak w klasyfikacji generalnej. Klasyfikacja ta występuje tylko na Giro d'Italia, a jej lider nosi zielony numer[32].

- Klasyfikacja ucieczek (Fuga Pinarello) - zwycięża w niej kolarz, który spędzi najwięcej kilometrów w ucieczce przed peletonem. Do klasyfikacji wliczają się wyłącznie ucieczki, które przetrwały więcej niż 5 km i liczą mniej niż dziesięciu zawodników. Występuje na Giro d'Italia[32].

- Koszulka dla najlepszego pomocnika - przyznawana jednemu z kolarzy, uznanemu za najlepszego pomocnika, w głosowaniu internautów. Przyznawana na dany etap. Znana jako koszulka wikinga i obecna podczas Arctic Race of Norway[33]. Nagroda dla najlepszego pomocnika jest również przyznawana w czasie Tour de France, jednak jest ona przyznawana po całym wyścigu, a nie po każdym etapie, a jej zwycięzca nie otrzymuje koszulki ani wyróżnionego numeru startowego[34].

- Maglia nera (czarna koszulka) - koszulka przyznawana niegdyś ostatniemu sklasyfikowanemu zawodnikowi Giro d'Italia[35].

- Koszulka solidarności - koszulka przyznawana na Vuelcie kolarzowi, który wykazał się największą solidarnością z innym kolarzem (np. pomoc po kraksie)[36][37]. Nagroda fair play jest przyznawana także w czasie Giro d'Italia, ale otrzymują ją całe drużyny, już po zakończeniu wyścigu[38].
- Koszulka ulubieńca publiczności - koszulka przyznawana na Tour de La Provence najpopularniejszemu kolarzowi wybranemu w głosowaniu internautów w mediach społecznościowych[39].
- Klasyfikacja gravel[40] - zwycięża w niej kolarz, który uzyska najwięcej punktów. Punkty przyznawane są zawodnikom, którzy najszybciej pokonają specjalne wyznaczone szutrowe odcinki (1 miejsce - trzy punkty, 2 - dwa, 3 - jeden)[41]. Prowadzona tylko w czasie Tour Bitwa Warszawska 1920 2020, podczas którego jej lider otrzymywał zieloną koszulkę[42][43].

## Koszulki mistrzowskie

### Koszulki mistrza świata, mistrzów kontynentów i krajów:
| Mistrzostwa | Koszulka         |
| --- | ---------------- |
| Mistrzostwa świata w kolarstwie szosowym Obecni posiadacze (2025): Tadej Pogačar - ze startu wspólnego, Remco Evenepoel - czasówka | Tęczowa koszulka |
| Mistrzostwa Afryki w kolarstwie szosowym                                                                                           |                  |
| Mistrzostwa Azji w kolarstwie szosowym                                                                                             |                  |
| Mistrzostwa Europy w kolarstwie szosowym Obecni posiadacze (2025): Tim Merlier - ze startu wspólnego, Edoardo Affini - czasówka    |                  |
| Mistrzostwa Oceanii w kolarstwie szosowym                                                                                          |                  |
| Mistrzostwa Panamerykańskie w kolarstwie szosowym                                                                                  |                  |
| Argentyna |                  |
| Australia |                  |
| Austria |                  |
| Białoruś |                  |
| Belgia | Driekleur trikot |
| Brazylia |                  |
| Burkina Faso |                  |
| Kanada |                  |
| Chile |                  |
| Kolumbia |                  |
| Chorwacja |                  |
| Czechy |                  |
| Dania |                  |
| Ekwador |                  |
| Erytrea |                  |
| Estonia |                  |
| Finlandia |                  |
| Francja |                  |
| Niemcy |                  |
| Wielka Brytania |                  |
| Węgry |                  |
| Irlandia |                  |
| Izrael |                  |
| Włochy | Maglia tricolore |
| Japonia |                  |
| Kazachstan |                  |
| Łotwa |                  |
| Litwa |                  |
| Luksemburg |                  |
| Meksyk |                  |
| Mołdawia |                  |
| Holandia |                  |
| Nowa Zelandia |                  |
| Norwegia |                  |
| Polska |                  |
| Portugalia |                  |
| Rosja |                  |
| Słowacja |                  |
| Słowenia |                  |
| RPA |                  |
| Hiszpania |                  |
| Szwecja |                  |
| Szwajcaria |                  |
| Ukraina |                  |
| Stany Zjednoczone |                  |
| Urugwaj |                  |
| Uzbekistan |                  |
| Wenezuela |                  |

### Koszulka mistrza olimpijskiego
Mistrz olimpijski w kolarstwie szosowym nie ma dedykowanej sobie koszulki, jednak niektórzy mistrzowie olimpijscy (np. Greg van Avermaet, Sameul Sanchez, Richard Carapaz, Remco Evenepoel), po decyzji ich własnej drużyny o modyfikacji stroju, nosili zespołowe koszulki zmodyfikowane o specjalne, subtelne złote elementy np. na rękawach koszulki; takie elementy znajdowały się również choćby na hełmach czy rowerach kolarzy, którzy byli mistrzami olimpijskimi. 

## Hierarchia koszulek i przepisy ich dotyczące
W czasie jednego wyścigu zaliczanego do wyścigów UCI World Tour lub ProSeries mogą być przyznawane maksymalnie cztery koszulki liderów klasyfikacji, zaś w pozostałych wyścigach może być to maksymalnie sześć koszulek. Jedynie przyznawanie odrębnej koszulki liderowi klasyfikacji generalnej jest obowiązkowe, choć liderzy pozostałych klasyfikacji (poza drużynową) powinni również otrzymać koszulki lidera danej klasyfikacji.
W przypadku gdy zawodnik jest liderem więcej niż jednej klasyfikacji hierarchia koszulek przedstawia się następująco:
- Koszulka lidera klasyfikacji generalnej

- Koszulka lidera klasyfikacji punktowej

- Koszulka lidera klasyfikacji górskiej

- Pozostałe koszulki lidera (np. klasyfikacji młodzieżowej czy kombinowanej, ich hierarchię ustala organizator).

W przypadku, gdy zawodnik jest liderem dwóch klasyfikacji, i ma na sobie koszulkę stojącą wyżej w hierarchii, drugi zawodnik w klasyfikacji, której koszulka jest niżej w hierarchii, ma prawo ją nosić, o ile nie nosi koszulki mistrza świata, kontynentu lub swojego kraju.
W przypadku, gdy lider wyścigu nie przystępuje do etapu, to jego nowy wirtualny lider może przywdziać koszulkę lidera wyścigu za zgodą sędziów i organizatora.